# Le Trésor des îles Chiennes
Pour plus de détails, voir Fiche technique et Distribution.
Le Trésor des îles Chiennes est un film expérimental de science-fiction franco-portugais en noir et blanc, très marqué par l'expressionnisme, réalisé par F. J. Ossang et sorti en 1990.

## Synopsis
Une expédition est envoyée aux îles Chiennes pour retrouver un ingénieur découvreur d'une nouvelle forme d'énergie.

## Fiche technique
- Réalisation : F. J. Ossang
- Scénario : F. J. Ossang
- Photographie : Darius Khondji
- Décoration : Jean-Vincent Puzos
- Montage : Natalie Perrey
- Musique : Messagero Killers Boys
- Son : Gita Cerveira

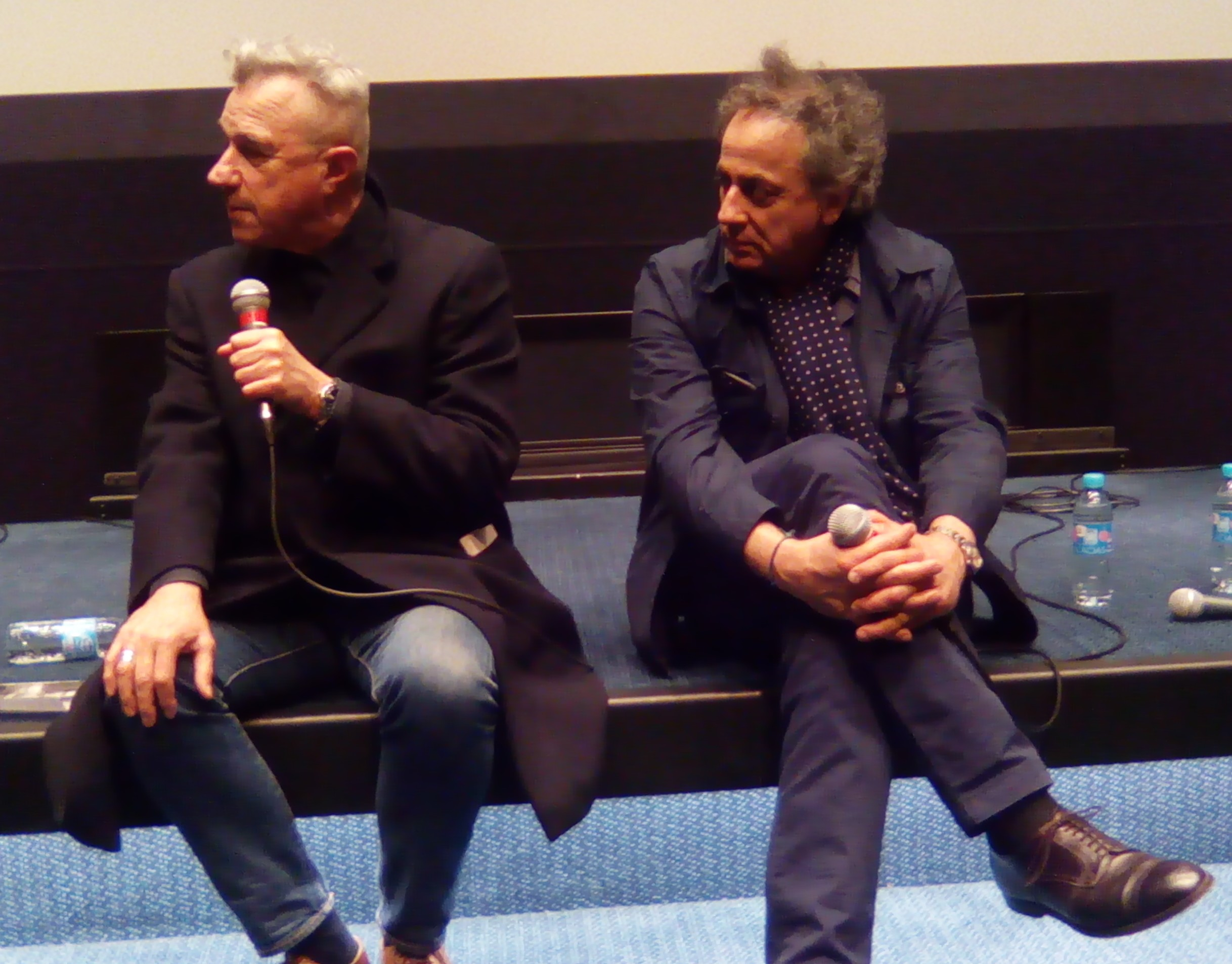
Le réalisateur F. J. Ossang et le directeur de la photographie Darius Khondji lors d'une projection du film à la Cinémathèque française.

- Production déléguée : Paulo Branco et Oskar Leventon
- Pays de production :  France,  Portugal
- Année : 1990
- Durée : 108 minutes
- Genre : science-fiction
- Date de sortie : France : 17 avril 1990

## Distribution
- Stéphane Ferrara : Ponthans
- Diogo Dória : Féodor Aldellio
- José Wallenstein : Ulysse
- Mapi Galán : Ada Della Cistereia
- Michel Albertini : Bormane
- Serge Avédikian : le docteur Turc
- Lionel Tua : Fabiano
- Clovis Cornillac : Rubio

## À noter
- Une partie du tournage s'est déroulé dans l'archipel des Açores.

## Distinctions
Ce film a reçu le grand prix du festival international du film de Belfort en 1990.